# روب هيوبيل
روب هيوبيل (بالإنجليزية: Rob Huebel)‏ هو كاتب سيناريو وممثل أمريكي، ولد في 4 يونيو 1969 بالإسكندرية في الولايات المتحدة.

## أعمال

### أفلام
- (2007) نوربت[5]

### مسلسلات
- كيف قابلت أمكما

## وصلات خارجية
- روب هيوبيل على موقع IMDb (الإنجليزية)
- روب هيوبيل على موقع ميوزك برينز (الإنجليزية)
- روب هيوبيل على موقع إن إن دي بي (الإنجليزية)
- روب هيوبيل على موقع ديسكوغز (الإنجليزية)
- روب هيوبيل على موقع قاعدة بيانات الفيلم (الإنجليزية)